# توماس مارشال
توماس رايلي مارشال (بالإنجليزية: Thomas Riley Marshall)‏ (14 مارس 1854 – 1 يونيو 1925) هو سياسي ديمقراطي أمريكي شغل منصب نائب الرئيس الثامن والعشرين للولايات المتحدة (1913-21) تحت حكم وودرو ويلسون. وهو محام بارز من ولاية إنديانا، أصبح عضوا نشطا ومعروفا في حزب إنديانا الديمقراطي حيث جاب جميع أنحاء الولاية وهو يخطب للمرشحين الآخرين وينظم التجمعات الحزبية التي ساعدته لاحقا بالفوز في انتخابات الحكم ليصبح الحاكم السابع والعشرين على الولاية. اقترح وهو في المنصب إقرار دستور تقدمي للولاية أثار الجدل وضغط من أجل إصلاحات أخرى في العصر التقدمي. واستعانت الأقلية الجمهورية بمحاكم الولاية لعرقلة محاولاته لتغيير الدستور.
وقد ساعدته شعبيته كحاكم وكذلك مكانة إنديانا كولاية متأرجحة في الانتخابات بتأمين ترشيحه لمنصب نائب الرئيس الديمقراطي على بطاقة وودرو ويلسون في انتخابات عام 1912 التي فازا بها. حدث خلاف أيديولوجي بين الرجلين خلال فترة الولاية الأولى، مما دفع ويلسون إلى الحد من نفوذ مارشال في الإدارة، وقام ويلسون لاحقا بنقل مكتب مارشال بعيدا عن البيت الأبيض. وخلال فترة الولاية الثانية، ألقى خطبا لتعزيز الروح المعنوية خلال الحرب العالمية الأولى، وأصبح أول نائب رئيس يعقد اجتماعات مجلس الوزراء، وهو ما فعله عندما كان ويلسون في أوروبا. وعندما كان رئيسا لمجلس الشيوخ الأمريكي، قام عدد صغير من أعضاء مجلس الشيوخ المناهضين للحرب بتعطيل نقاشات الحرب. وضع بعدها قاعدة تسمح بإنهاء النقاشات بأغلبية الثلثين، وذلك ليتمكن من إقرار التشريعات الحربية الحاسمة، ولا تزال هذه القاعدة موجودة باختلافات بسيطة.
عرفت فترة ولاية مارشال كنائب رئيس بأزمة القيادة بعد الجلطة الدماغية التي أصابت ويلسون في أكتوبر 1919. كان مستشارو ويلسون وزوجته إديث يكرهون مارشال بشدة، وسعوا لإبقاء مارشال غافلا عن حالة الرئيس لمنعه من تولي الرئاسة. حثه كثير من الناس، بمن فيهم مسؤولون بالحكومة وزعماء الكونجرس، على أن يصبح رئيسا بالوكالة، لكنه رفض تولي الرئاسة بالقوة خوفا من وضع سابقة دستورية. وبدون قيادة قوية في السلطة التنفيذية، تحالف خصوم الإدارة ضد التصديق على معاهدة عصبة الأمم وأعادوا الولايات المتحدة إلى عزلتها عن السياسة الخارجية. كذلك فإن مارشال هو نائب رئيس الولايات المتحدة الوحيد الذي تم استهدافه حصرا في محاولة اغتيال أثناء وجوده في منصبه (تعرض أندرو جونسون لمحاولة اغتيال وهو نائب رئيس، ولكنها كانت جزءا من عملية اغتيال أبراهام لينكون وويليام سيوارد).
بعد أن انتهت فترة ولايته كنائب للرئيس، أسس مارشال مكتب محاماة في إنديانابوليس، حيث قام بتأليف العديد من الكتب القانونية وكتب مذكراته. واصل مارشال السفر وإلقاء الخطابات، وتوفي في إحدى رحلاته بعد تعرضه لنوبة قلبية في عام 1925.

## نشأته

### العائلة والخلفية
هاجر رايلي مارشال، جد توماس لأبيه، إلى إنديانا عام 1817 واستقر في مزرعة في المنطقة المعروفة حاليًا بوايت كاونتي. اغتنى عندما اكتُشفت رواسب معتدلة من النفط والغاز الطبيعي في مزرعته؛ عندما باع العقار عام 1827، حصل على 25 ألف دولار، ما يعادل 523,750 دولار بحساب قيمة الدولار عام 2015. سمحت له هذه الأموال بشراء عقار متواضع وقضاء بقية حياته كعضو نشط في الحزب الديمقراطي في إنديانا، إذ شغل منصب سيناتور ولاية إنديانا ورئيس الحزب والمساهم المالي. تمكن أيضًا من إرسال طفله الوحيد، دانييل، إلى كلية الطب.
تيتمت والدة توماس، مارثا باترسون، في سن الثالثة عشرة عندما كانت تعيش في أوهايو وانتقلت إلى إنديانا لتعيش مع شقيقتها في مزرعة قرب منزل مارشال. كانت مارثا معروفة بذكائها وروح الدعابة، وهو ما ورثه ابنها لاحقًا. التقى دانييل ومارثا وتزوجا عام 1848.
وُلد توماس رايلي مارشال في نورث مانشستر، إنديانا، في 14 مارس 1854. بعد عامين، وُلدت أخته، لكنها توفيت في طفولتها. كانت مارثا مصابة بالسل، وهو ما اعتقد دانييل أنه سبب سوء صحة ابنتهما الرضيعة. عندما كان توماس صغيرًا، انتقلت عائلته عدة مرات بحثًا عن مناخ جيد لدانييل لمحاولة تجريب علاجات خارجية مختلفة على مارثا. انتقلوا أولاً إلى كوينسي، إلينوي عام 1857. بينما كانت العائلة تعيش في إلينوي، أخذ دانييل مارشال، أحد أنصار الاتحاد الأمريكي والديمقراطي القوي، ابنه البالغ من العمر أربع سنوات، توماس، إلى مناظرة لينكولن ودوغلاس في فريبورت عام 1858. استذكر توماس لاحقًا أنه خلال المناظرة جلس في أحضان ستيفن دوغلاس وأبراهام لينكولن، بالتناوب بين المرشحين عندما كانا لا يتحدثان، وتذكرها باعتبارها واحدة من ذكرياته الأولى وأكثرها جمالًا.
انتقلت الأسرة إلى أوساواتومي، كانساس عام 1859، لكن عنف الحدود تسبب في انتقالهم إلى ميسوري عام 1860. في نهاية المطاف، نجح دانيال في علاج مرض مارثا. مع اقتراب الحرب الأهلية الأمريكية، انتشر العنف في ميسوري خلال حوادث نزيف كانساس. في أكتوبر 1860، طالب العديد من الرجال بقيادة داف غرين دانييل مارشال بتقديم المساعدة الطبية إلى الفصيل المؤيد للعبودية، لكنه رفض، وغادر الرجال. عندما حذر جيران مارشال من أن غرين كان يعتزم العودة وقتلهم، عبأت العائلة ممتلكاتها سريعًا وهربت بواسطة باخرة إلى إلينوي. مكث آل مارشال في ولاية إلينوي لفترة وجيزة فقط، قبل الانتقال إلى ولاية إنديانا، التي كانت أبعد ما تكون عن المنطقة الحدودية المضطربة.

### التعليم
عند الاستقرار في بيرسيتون بولاية إنديانا، بدأ مارشال ارتياد المدرسة العامة. تورط والده وجده في نزاع مع الكاهن الميثودي عندما رفضا التصويت الجمهوري في انتخابات عام 1862. هدد الكاهن بطردهم من الكنيسة، إذ أجاب جد مارشال بأنه سيخاطر بالذهاب إلى الجحيم بدل القبول بالحزب الجمهوري. دفع الخلاف الأسرة إلى الانتقال مرة أخرى، إلى فورت واين، والتحول إلى الكنيسة المشيخية. في فورت واين، ارتاد مارشال المدرسة الثانوية، وتخرج عام 1869. في سن الخامسة عشر، أرسله والداه إلى كلية واباش، في كراوفوردسفيل، حيث تلقى تعليمًا في الكلاسيكيات. نصحه والده بدراسة الطب أو أن يصبح كاهنًا، لكنه لم يعره بالًا؛ دخل المدرسة دون معرفة المهنة التي سيزاولها بعد التخرج.

## روابط خارجية
- توماس مارشال على موقع الموسوعة البريطانية (الإنجليزية)
- توماس مارشال على موقع إن إن دي بي (الإنجليزية)